# Bont halmuiltje
Het bont halmuiltje (Oligia versicolor) is een nachtvlinder uit de familie van de uilen, de Noctuidae. 

## Beschrijving
De voorvleugellengte bedraagt tussen de 11 en 12 millimeter. De vlinder lijkt enorm veel op het donker halmuiltje en het gelobd halmuiltje.

## Waardplanten
Het bont halmuiltje gebruikt diverse grassen als waardplanten. De rups is te vinden van augustus tot mei en overwintert. De vlinder kent één generatie die vliegt van halverwege mei tot halverwege augustus.

## Voorkomen
De soort komt verspreid over Europa voor. Het bont halmuiltje is in Nederland en België een zeldzame soort, al is de verspreiding door determinatiefouten waarschijnlijk niet goed bekend.